# Sangoneres

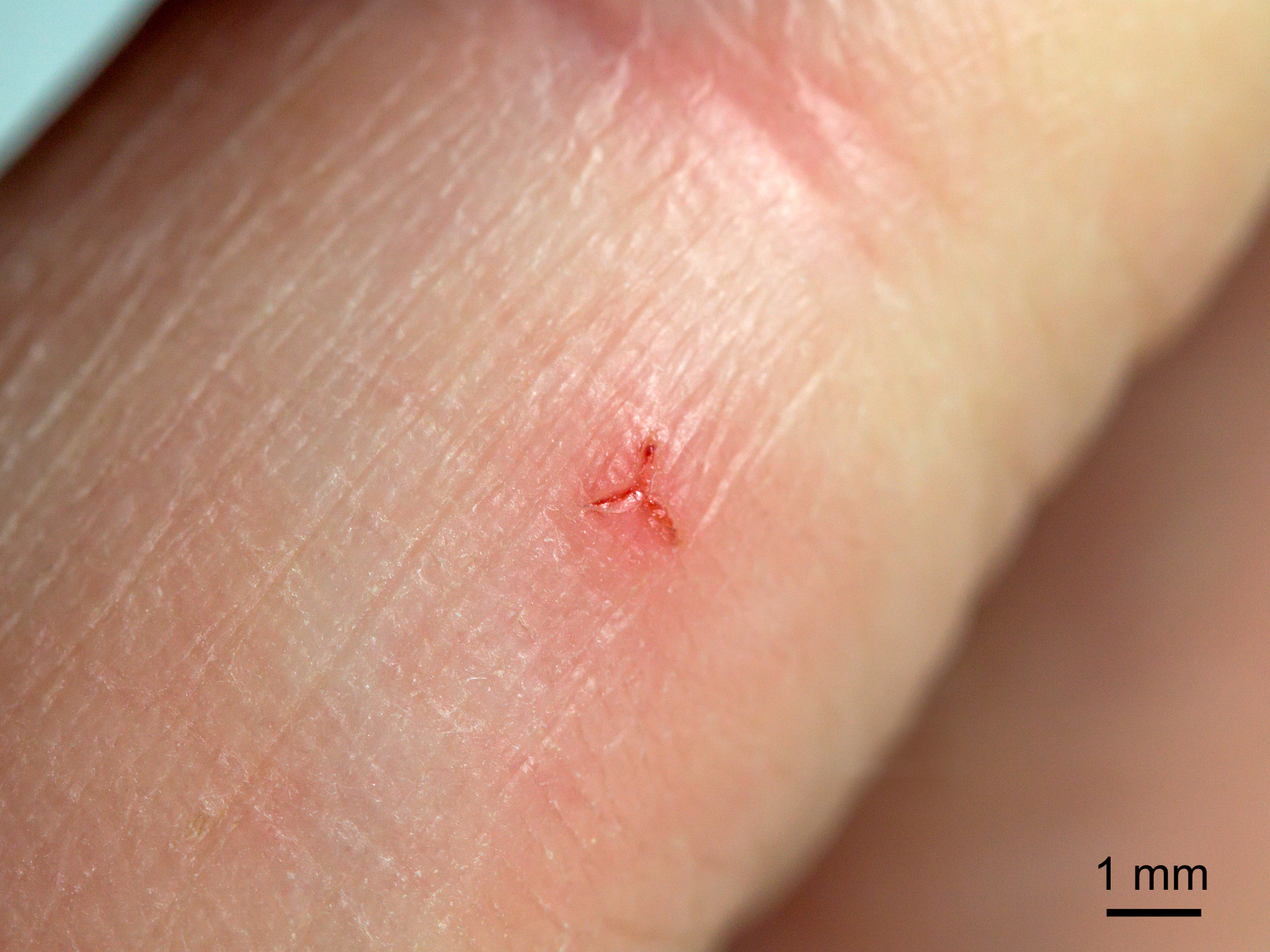
Marca que deixen a la pell les tres dents de la sangonera comuna.

Les sangoneres o sangonelles són anèl·lids de la subclasse dels hirudinis coneguts per adherir-se a altres animals i xuclar-los la sang. Aquest tipus d'alimentació es coneix com a hematofàgia. Ara bé, també n'hi ha espècies carnívores.
Hi ha sangoneres d'aigua dolça, terrestres i marines. Comparteixen amb els cucs de terra la presència de clitel i com ells també són hermafrodites.
La sangonera medicinal europea, Hirudo medicinalis i alguns congèneres, així com algunes altres espècies, s'han utilitzat en medicina per a sagnies (extracció de sang dels pacients) durant segles, encara que la majoria de sangoneres no s'alimenten de sang humana.
Les sangoneres ataquen els seus hostes i s'hi queden adherides xuclant la sang fins que s'omplen, en aquest punt es desprenen per tal de fer la digestió. El cos d'una sangonera està constituït per 33 segments. Totes les sangoneres tenen una ventosa anterior (oral) format pels sis primers segments del cos, que utilitzen per a enganxar-se a l'hoste. Tenen unes mandíbules formades per tres plaques quitinoses de vores dentades amb les quals perforen la pell de la seva víctima mentre alliberen un anestèsic per a evitar que l'hoste noti la mossegada. La seva musculosa faringe succiona la sang de l'hoste mentre secreten un enzim anticoagulant, la hirudina, per tal que la ferida no es tanqui.
Algunes espècies tenen cura dels petits, mentre els proveeixen menjar, transport i protecció, cosa que és un comportament poc comú entre els anèl·lids.